# Bosnië en Herzegovina op de Olympische Winterspelen 2006
Tijdens de Olympische Winterspelen van 2006 die in Turijn werden gehouden nam Bosnië en Herzegovina deel met 6 sporters. Er werden geen medailles verdiend.

## Deelnemers

### Alpineskiën
| Naam             | Discipline       | Klassering | Resultaten                                    |
| ---------------- | ---------------- | ---------- | --------------------------------------------- |
| Marco Schafferer | Reuzenslalom (m) | 7e         | run 1: 1.39,28 run 2: 1.25,18 totaal: 3.04,46 |
| Marco Schafferer | Slalom (m)       | 30e        | run 1: 1.01,11 run 2: 56,06 totaal: 1.57,17   |
|                  |                  |            |                                               |
| Mojca Rataj      | Slalom (v)       | 31e        | run 1: 45,34 run 2: 49,03 totaal: 1.34,37     |

### Biatlon
| Naam                  | Discipline        | Klassering | Resultaten               |
| --------------------- | ----------------- | ---------- | ------------------------ |
| Miro Cosic            | 10 km sprint (m)  | 86e        | 32.56,1 1 schietfout     |
| Miro Cosic            | 20 km (m)         | 76e        | 1:08.32,7 7 schietfouten |
|                       |                   |            |                          |
| Aleksandra Vasiljevic | 7,5 km sprint (v) | 78e        | 28.10,9 1 schietfout     |
| Aleksandra Vasiljevic | 15 km (v)         | 75e        | 1:01.11,8 1 schietfout   |

### Langlaufen
| Naam              | Discipline     | Klassering | Resultaten |
| ----------------- | -------------- | ---------- | ---------- |
| Bojan Samardija   | 15 km klassiek | 90e        | 51.28,8    |
|                   |                |            |            |
| Vedrana Vucicevic | 10 km klassiek | 70e        | 42.45,8    |

Albanië · Algerije · Amerikaanse Maagdeneilanden · Andorra · Argentinië · Armenië · Australië · Azerbeidzjan · België · Bermuda · Bosnië en Herzegovina · Brazilië · Bulgarije · Canada · Chili · China · Chinees Taipei · Costa Rica · Cyprus · Denemarken · Duitsland · Estland · Ethiopië · Finland · Frankrijk · Georgië · Griekenland · Groot-Brittannië · Hongarije · Hongkong · Ierland · IJsland · India · Iran · Israël · Italië · Japan · Kazachstan · Kenia · Kirgizië · Kroatië · Letland · Libanon · Liechtenstein · Litouwen · Luxemburg · Macedonië · Madagaskar · Moldavië · Monaco · Mongolië · Nederland · Nepal · Nieuw-Zeeland · Noord-Korea · Noorwegen · Oekraïne · Oezbekistan · Oostenrijk · Polen · Portugal · Roemenië · Rusland · San Marino · Senegal · Servië en Montenegro · Slovenië · Slowakije · Spanje · Tadzjikistan · Thailand · Tsjechië · Turkije · Venezuela · Verenigde Staten · Wit-Rusland · Zuid-Afrika · Zuid-Korea · Zweden · Zwitserland